# デリカステーション

ロゴ

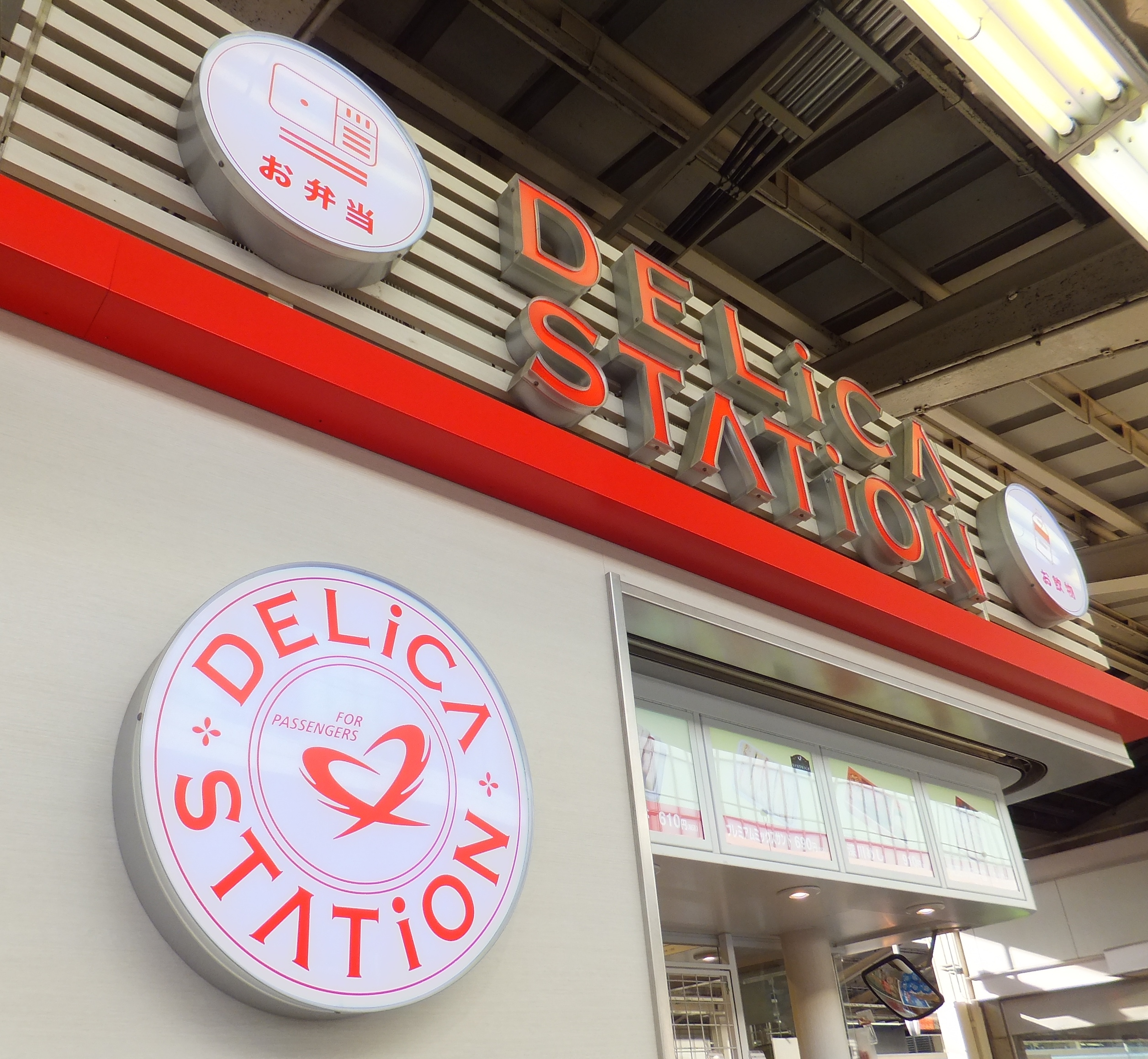
DELICA STATION

デリカステーション（DELICA STATION）は、JR東海リテイリング・プラス（2023年9月まではジェイアール東海パッセンジャーズ）が東海旅客鉄道（JR東海）管内で運営するコンビニエンスストアである。

## 概要
東海道新幹線の主要駅およびリニア・鉄道館に展開。店舗形態は対面とステップインがあり、品揃えが異なる。駅構内に立地しているため、24時間営業の店舗は存在しない。
コンセプトは「駅ナカの ちょっと上質な フード・セレクト・ショップ」で、高価格帯の商品を中心に、お弁当、サンドイッチ、おにぎりの他、アルコール類やおつまみ等が販売されている。TOICA等の交通系電子マネーが使用可能。

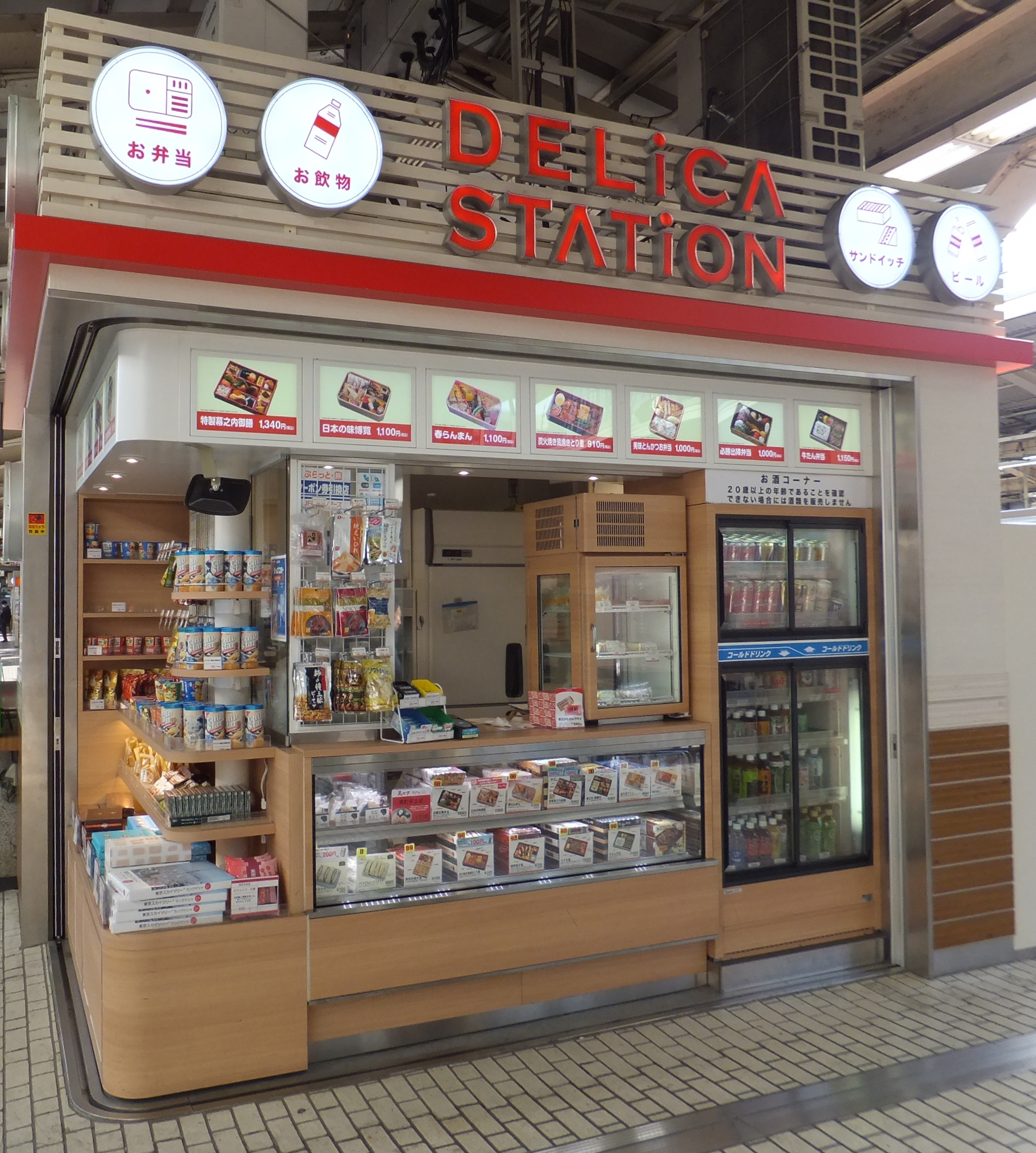
対面店舗
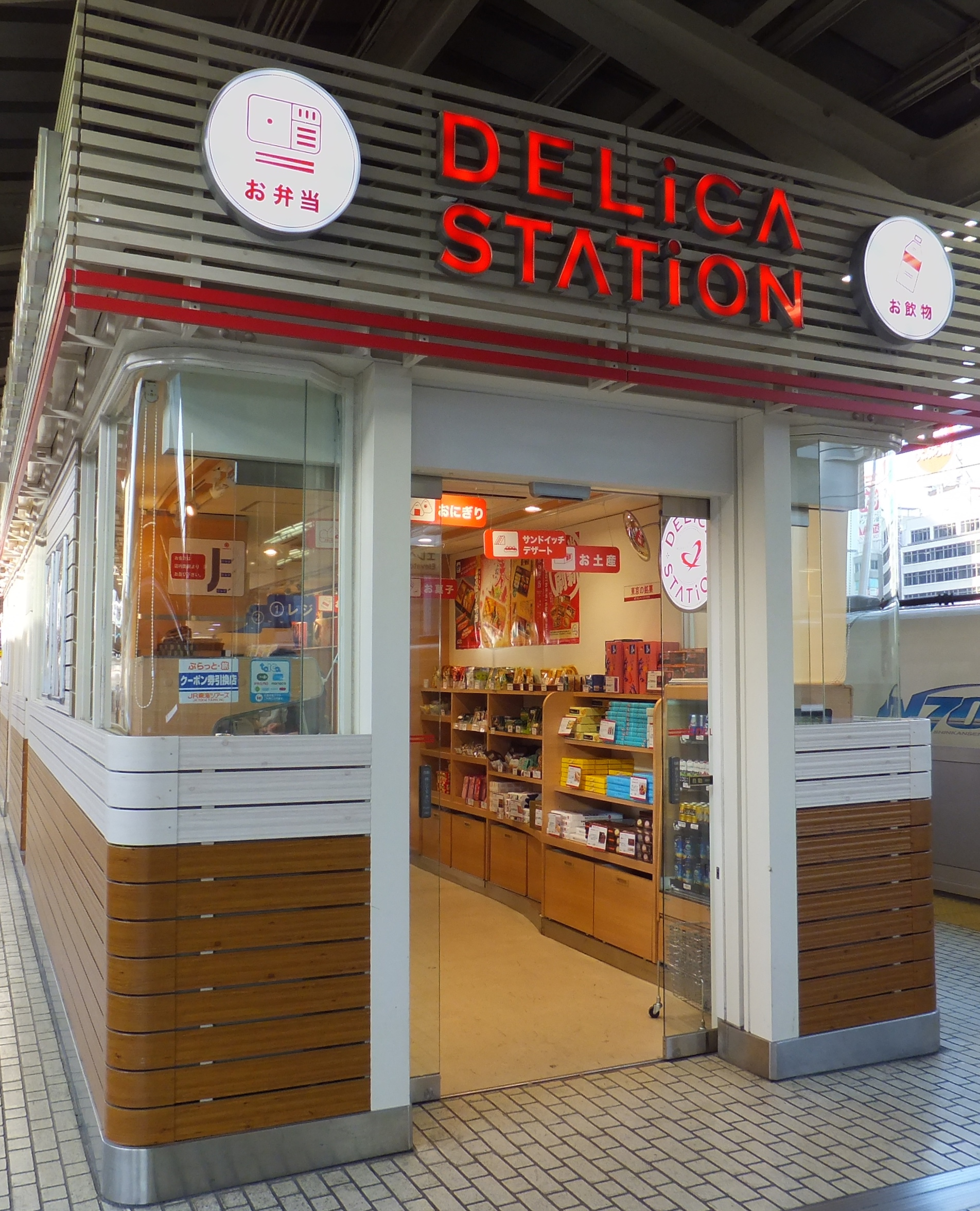
ステップイン店舗

## 店舗
2016年11月現在、29店舗を展開（うち1店舗はリニア・鉄道館館内）。

### 東京駅
- 14･15番線ホーム：7号車付近・9号車付近・14号車付近
- 16･17番線ホーム：7号車付近・9号車付近・15号車付近
- 18･19番線ホーム：7号車付近・9号車付近
- 八重洲南口・八重洲中央南口・新幹線南乗換口改札内コンコース

### 品川駅
- 新幹線のりば(北口)・(北のりかえ口)改札内
- 新幹線のりば(南口)・(南のりかえ口)改札内

### 新横浜駅
- 3･4番線ホーム：5号車付近・13号車付近
- 新幹線のりば(東口)・東乗換口改札内コンコース
- 横浜線改札内コンコース

### 名古屋駅
- 14･15番線ホーム：9号車付近
- 16･17番線ホーム：9号車付近
- 新幹線北口・北乗換口改札内　待合室
- 新幹線南口・南乗換口改札内　待合室
- 太閤通口　新幹線南口改札付近

### 京都駅
- 11･12番線ホーム：5号車付近、12号車付近
- 13・14番線ホーム:6号車付近
- 新幹線中央口改札内コンコース　13・14番線ホーム大阪方階段下

### 新大阪駅
- 21･22番線ホーム：6号車付近・13号車付近
- 25･26番線ホーム：7号車付近・13号車付近
- 27番線ホーム：6号車付近・14号車付近
- 新大阪コンコース中央